# Cnemaspis goaensis
Espèce
Synonymes
- Cnemaspis indraneildasii Bauer, 2002

Statut de conservation UICN

 EN B1ab(iii) : En danger
Cnemaspis goaensis est une espèce de geckos de la famille des Gekkonidae.

## Répartition
Cette espèce est endémique de Goa en Inde.

## Étymologie
Son nom d'espèce, composé de goa et du suffixe latin -ensis, « qui vit dans, qui habite », lui a été donné en référence au lieu de sa découverte.

## Publication originale
- Sharma, 1976 "1975" : Records of the reptiles of Goa. Records of the Zoological Survey of India, vol. 71, p. 149-167.